# Борисова Грива
Борисова Грива (рос. Борисова Грива) — присілок у Всеволожському районі Ленінградської області Російської Федерації.
Населення становить 1175 осіб. Належить до муніципального утворення Рах'їнське міське поселення.

## Історія
Від 1 серпня 1927 року належить до Ленінградської області.

## Населення
| 2007 | 2010  | 2017  |
| ---- | ----- | ----- |
| 1032 | ↗1256 | ↘1175 |